# Diamond Is Unbreakable
Diamond Is Unbreakable (ダイヤモンドは砕けない (Hepburn: Daiyamondo wa Kudakenai?)) es el cuarto arco narrativo del manga japonés JoJo's Bizarre Adventure.

## Argumento
En 1999 en la ciudad de Morioh (杜王町 Moriō-chō) localizada cerca de la ciudad S en la prefectura M (M県S市 Emu-ken, Esu-shi), Josuke Higashikata (con el “suke” en su nombre también pudiendo leerse como “Jo”) es un chico popular de secundaria que rápidamente se hace amigo de uno de sus compañeros de clase, Koichi Hirose. Cuando el sobrino de Josuke, Jotaro Kujo aparece (quien es mayor que Josuke debido a que el padre de Josuke, que es el abuelo de Jotaro, tuvo a este hijo engañando a su esposa), Josuke repentinamente se ve envuelto en un mundo de poderes sobrenaturales conocidos como Stands. Uno de los sirvientes de DIO trajo el Arco y Flecha a Morioh y lo ha estado usando en varias personas a lo largo de la ciudad creando usuarios de Stand, lo cual luego descubren que es cierto cuando uno de ellos, el criminal fugitivo Anjuro “Angelo” Katagiri, usa el poder de su Stand Aqua Necklace para tratar de matar a Josuke por interferir con sus planes de robar una tienda. Aqua Necklace logra matar al abuelo de Josuke, Ryohei Higashikata, en venganza por haber encarcelado a Angelo, Josuke y Jotaro eventualmente lo capturan y, como consecuencia de haber insultado el cabello de Josuke, termina siendo fusionado con una roca, convirtiéndose en una atracción turística conocida como la “Roca Angelo” en el proceso.
Unos días después Josuke y su amigo Koichi van a investigar una casa aparentemente abandonada, pero Koichi es atrapado por un joven llamado Okuyasu Nijimura. Koichi eventualmente fue impactado por la flecha que había en la casa, donde él no debía haber sobrevivido, ya que no posee la fuerza espiritual de las otras víctimas de la flecha, si no hubiera sido porque Josuke intervino y lo sanó. Ellos descubren que el culpable de esto es Keicho Nijimura, el hermano mayor de Okuyasu. Su padre, que antes era un sirviente de DIO y tiene las células de DIO inyectadas, ahora se ha convertido en una monstruosa criatura debido a la muerte de DIO. Entonces se revela que Keicho quiere crear usuarios de Stand con la esperanza de que alguien será capaz de matar a su monstruoso padre. Sin embargo Josuke es capaz de hacer ver a los hermanos Nijimura que pese al aspecto monstruoso de su padre, aún conserva algo de humanidad. En ese momento, un Stand llamado "Red Hot Chili Pepper", el cual asesina a Keicho al electrocutarlo y dejar su cuerpo colgando en medio de los cables de un poste y robando la Flecha. Okuyasu desde ese momento, pasa a ser aliado de Josuke para enfrentar al Stand que asesino a su hermano, y se encuentra con varios otros usuarios de Stand antes de que finalmente encuentren y derroten a Akira Otoishi, el usuario de Red Hot Chili Pepper, cuando Joseph llega a Morioh. El arco y la flecha quedan bajo la custodia de Jotaro y todo parece haber terminado por el momento.
Poco después, luego de que Josuke intenta pasar tiempo con Joseph, el grupo se encuentra con otros usuarios de Stand, como el excéntrico artista de manga Rohan Kishibe, el estudiante de secundaria Shigekiyo "Shigechi" Yangu y una esteticista llamada Aya Tsuji. Koichi y Rohan luego se topan con el misterioso Callejón de los Fantasmas, donde se encuentran con los fantasmas de Reimi Sugimoto y su perro Arnold; y descubren que Reimi y Arnold fueron asesinados hace una década por un asesino en serie que todavía acecha en Morioh. Finalmente, se revela que el culpable es un oficinista llamado Yoshikage Kira, que busca satisfacer sus impulsos asesinos mientras lleva una vida pacífica y tranquila. Kira ha adquirido un Stand llamado Killer Queen, que tiene la capacidad de convertir todo lo que toca en una bomba. Es descubierto por Shigechi, a quien asesina rápidamente, pero su encubrimiento impulsivo lo lleva a una breve batalla con Jotaro y Koichi, en la que Kira resulta herido y luego acorralado por Josuke y Okuyasu. Ante una derrota segura, Kira usa el Stand de Aya para asumir la identidad de un hombre llamado Kosaku Kawajiri, los mata a ambos y desaparece. El padre de Kira, Yoshihiro, un fantasma que usa su Stand para vivir en una foto, usa un segundo Arco y Flecha para crear un ejército de usuarios de Stand para proteger a su hijo, incluido un gato moribundo que reencarnó como un híbrido de Stand-plant llamado Stray Cat, que dispara burbujas de aire comprimido a su objetivo.
El hijo de Kosaku Kawajiri, Hayato, comienza a sospechar que su padre ha sido reemplazado por un impostor y se enfrenta a Kira, quien responde asesinando impulsivamente a Hayato. Mientras entra en pánico porque lo descubrirán, Kira es atravesado por la flecha de Yoshihiro por segunda vez, lo que le da a al stand de Kira, una nueva habilidad que revive a Hayato. A la mañana siguiente, Rohan se acerca a Hayato, quien está investigando si Kira ha asumido la identidad de Kosaku Kawajiri. Después de usar su Stand para leer los recuerdos de Hayato, Rohan explota con una versión en miniatura de Killer Queen, que había sido implantada en Hayato; Hayato de repente se encuentra de vuelta en la cama la misma mañana, una hora antes. Kira explica que ha usado la nueva habilidad Bites the Dust de Killer Queen, que mata a cualquiera que le pregunte a Hayato por la identidad de Kira y luego retrocede el tiempo una hora, con el destino de la víctima asegurado independientemente de los intentos de Hayato por evitarlo. El siguiente ciclo termina con Josuke, Jotaro, Okuyasu y Koichi explotando también; Hayato se despierta una vez más y se da cuenta de que debe hacer que Kira desactive Bites the Dust en una hora para evitar que las muertes de los demás se vuelvan permanentes. Hayato se da cuenta de que Killer Queen y Bites the Dust no se pueden usar al mismo tiempo, y aprovecha su conocimiento solitario de los bucles de tiempo para despertar a Josuke temprano y hacer arreglos para que escuche a Kira, descubriendo su tapadera. Kira se ve obligado a usar Killer Queen para defenderse, lo que cancela a Bites the Dust justo a tiempo para salvar a Josuke y sus aliados.
Josuke, con la ayuda de Hayato y Okuyasu, enfrenta a Kira en una batalla campal. Kira combina los poderes de su Stand con Stray Cat para crear bombas de proyectiles invisibles. Josuke y Hayato se esconden en una casa, pero Kira coloca la foto de Yoshihiro en el bolsillo de Hayato, lo que le permite detectar la ubicación de Josuke sin poder verlo. Sin embargo, su truco queda expuesto y Josuke imita la voz de Yoshihiro, engañando a Kira para que detone a su propio padre. Mientras tanto, Okuyasu separa a Stray Cat de Killer Queen, desactivando las bombas de proyectiles de Kira. Cuando Jotaro, Koichi y Rohan llegan a la escena, Kira intenta usar un paramédico cercano para activar Bites the Dust y retroceder el tiempo una vez más, pero Jotaro lo detiene en el último momento con la ayuda de Koichi. Una ambulancia que llega aplasta accidentalmente la cabeza de Kira, matándolo, y en el más allá, Kira se enfrenta a Reimi, quien hace que su alma sea arrastrada al inframundo. Cumplida su misión, Reimi se despide por última vez del grupo y pasa al más allá. Al día siguiente, Josuke se despide de Jotaro y Joseph, quienes dejan Morioh cuando el verano de 1999 llega a su fin.

## Personajes

### Pandilla de Morioh
Josuke Higashikata (東方 仗助 Higashikata Jōsuke)
Seiyū: Yūki Ono (Anime), Yō Taichi (joven, Anime), Wataru Hatano (ASB, EoH)
Stand: Crazy Diamond (クレイジー・ダイヤモンド Kureijī Daiyamondo)
Koichi Hirose (広瀬 康一 Hirose Kōichi)
Seiyū: Yūki Kaji (Anime), Romi Park (ASB, EoH)
Stand: Echoes (エコーズ Ekōzu)
Okuyasu Nijimura (虹村 億泰 Nijimura Okuyasu)
Seiyū: Wataru Takagi (ASB, EoH, Anime), Konami Saitō (joven, Anime)
Stand: The Hand (ザ・ハンド Za Hando)
Rohan Kishibe (岸辺 露伴 Kishibe Rohan)
Seiyū: Takahiro Sakurai (Anime), Hiroshi Kamiya (ASB, EoH)
Stand: Heaven's Door (ヘブンズ・ドアー Hebunzu Doā)
Jotaro Kujo (空条 承太郎 Kūjō Jōtarō)
Seiyū: Daisuke Ono (Anime, ASB, EoH)
Stand: Star Platinum: The World (スタープラチナ: ザ・ワールド Sutā Purachina: Za Wārudo)

### Otros Usuarios de Stand
Joseph Joestar (ジョセフ・ジョースター Josefu Jōsutā)
Seiyū: Unshō Ishizuka (Anime, EoH)
Stand: Hermit Purple (ハーミットパープル Hāmitto Pāpuru)
Yukako Yamagishi (山岸 由花子 Yamagishi Yukako)
Seiyū: Mamiko Noto (Anime), Chinatsu Akasaki (EoH)
Stand: Love Deluxe (ラブ・デラックス Rabu Derakkusu)
Shizuka Joestar (静・ジョースター Shizuka Jōsutā)
Seiyū: Taeko Kawata (Anime)
Stand: Achtung Baby (アクトン・ベイビー Akuton Beibī)
Shigechi (重ちー Shigechī) / Shigekiyo Yangu (矢安宮 重清 Yangū Shigekiyo)
Seiyū: Kappei Yamaguchi (ASB, EoH, Anime)
Stand: Harvest (ハーヴェスト Hāvesuto)
Aya Tsuji (辻 彩 Tsuji Aya)
Seiyū: Sayaka Ohara (Anime), Kaori Mizuhashi (EoH)
Stand: Cinderella (シンデレラ Shinderera)
Yuya Fungami (噴上 裕也 Fungami Yūya)
Seiyū: Kishō Taniyama (Anime), Daichi Kanbara (EoH)
Stand: Highway Star (ハイウェイ・スター Haiwei Sutā)
Mikitaka Hazekura (支倉 未起隆 Hazekura Mikitaka) / Nu Mikitakazo Nshi (ヌ・ミキタカゾ・ンシ)
Seiyū: Yasuyuki Kase (Anime)
¿Stand?: Earth Wind and Fire (アース・ウインド・アンド・ファイヤー Āsu Uindo Ando Faiyā)

### Usuarios de Stand enemigo
Angelo (アンジェロ Anjero) / Anjuro Katagiri (片桐 安十郎 Katagiri Anjūrō)
Seiyū: Kenji Hamada (Anime)
Stand: Aqua Necklace (アクア・ネックレス Akua Nekkuresu)
Keicho Nijimura (虹村 形兆 Nijimura Keichō)
Seiyū: Tomoyuki Shimura (Anime), Mariko Higashiuchi (joven, Anime)
Stand: Bad Company (バッド・カンパニー Baddo Kanpanī)
Akira Otoishi (音石 明 Otoishi Akira)
Seiyū: Showtaro Morikubo (ASB, EoH, Anime)
Stand: Red Hot Chili Pepper (レッド・ホット・チリ・ペッパー Reddo Hotto Chiri Peppā)
Yoshihiro Kira (吉良 吉廣 Kira Yoshihiro)
Seiyū: Shigeru Chiba (Anime), Bin Shimada (ASB)
Stand: Atom Heart Father (アトム・ハート・ファーザー Atomu Hāto Fāzā)
Tama (タマ)
Stand: Stray Cat (ストレイ・キャット Sutorei Kyatto)
Terunosuke Miyamoto (宮本 輝之輔 Miyamoto Terunosuke)
Seiyū: Kengo Kawanishi (Anime), Makoto Naruse (ASB)
Stand: Enigma (エニグマ Eniguma)
Yoshikage Kira (吉良 吉影 Kira Yoshikage)
Seiyū: Toshiyuki Morikawa (Anime), Rikiya Koyama (ASB, EoH)
Stand: Killer Queen (キラークイーン Kirā Kuīn), Sheer Heart Attack (シアーハートアタック Shiā Hāto Atakku), Bites the Dust (バイツァ・ダスト Baitsa Dasuto)

### No Usuarios de Stand
Tomoko Higashikata (東方 朋子 higashikata tomoko?) 
Seiyū: Megumi Toyoguchi (Anime, primera voz), Shizuka Itō (Anime, segunda voz)
Reimi Sugimoto (杉本 鈴美 Sugimoto Reimi)
Seiyū: Sayuri Hara (Anime), Ryō Hirohashi (ASB)
Hayato Kawajiri (川尻 早人 Kawajiri Hayato)
Seiyū: Rina Satō (Anime), Yūko Satō (ASB, EoH)

## Medios de comunicación

### Volúmenes del manga
| Núm. | Título | Fecha de publicación    | ISBN                   |
| ---- | --- | ----------------------- | ---------------------- |
| 29   | "Entra Josuke Higashikata" "Higashikata Jōsuke Tōjō Suru" (東方仗助登場する)                                          | 4 de noviembre de 1992  | ISBN 978-4-08-851635-6 |
| 30   | "Okuyasu y Keicho Nijimura" "Nijimura Okuyasu, Keichō" (虹村億泰・形兆)                                               | 7 de enero de 1993      | ISBN 978-4-08-851636-3 |
| 31   | "Koichi Hirose (Echoes)" "Hirose Kōichi (Ekōzu)" (広瀬康一（エコーズ）)                                               | 4 de marzo de 1993      | ISBN 978-4-08-851637-0 |
| 32   | "Yukako Yamagishi esta Enamorada" "Yamagishi Yukako wa Koi o Suru" (山岸由花子は恋をする)                             | 10 de mayo de 1993      | ISBN 978-4-08-851638-7 |
| 33   | "Vamos a Comer Comida Italiana" "Itaria Ryōri o Tabe ni Ikō" (イタリア料理を食べに行こう)                             | 2 de julio de 1993      | ISBN 978-4-08-851639-4 |
| 34   | "Vamos a Jugar a la Casa del Mangaka" "Mangaka no Uchi e Asobi ni Ikō" (漫画家のうちへ遊びに行こう)                   | 3 de septiembre de 1993 | ISBN 978-4-08-851640-0 |
| 35   | "La Aventura de Rohan Kishibe" "Kishibe Rohan no Bōken" (岸辺露伴の冒険)                                              | 4 de noviembre de 1993  | ISBN 978-4-08-851405-5 |
| 36   | "El Harvest de Shigechi" "Shigechī no Hāvesuto" (重ちーのハーヴェスト)                                                | 4 de febrero de 1994    | ISBN 978-4-08-851406-2 |
| 37   | "Yoshikage Kira solo Quiere una Vida Pacífica" "Kira Yoshikage wa Shizuka ni Kurashitai" (吉良吉影は静かに暮らしたい) | 2 de mayo de 1994       | ISBN 978-4-08-851407-9 |
| 38   | "Sheer Heart Attack" "Shiā Hāto Atakku" (シアーハートアタック)                                                        | 4 de agosto de 1994     | ISBN 978-4-08-851408-6 |
| 39   | "Las Lagrimas de un Padre" "Chichi no Namida" (父の涙)                                                                | 4 de noviembre de 1994  | ISBN 978-4-08-851409-3 |
| 40   | "El Chico Janken esta Viniendo" "Janken Kozō ga Yatte Kuru" (ジャンケン小僧がやって来る)                              | 11 de enero de 1995     | ISBN 978-4-08-851410-9 |
| 41   | "Highway Star" "Haiwei Sutā" (ハイウェイ・スター)                                                                     | 3 de marzo de 1995      | ISBN 978-4-08-851891-6 |
| 42   | "Al Gato le Gusta Yoshikage Kira" "Neko wa Kira Yoshikage ga Suki" (猫は吉良吉影が好き)                               | 11 de mayo de 1995      | ISBN 978-4-08-851892-3 |
| 43   | "¡Enigma es un Misterio!" "Eniguma wa Nazo da!" (エニグマは謎だ!)                                                     | 4 de agosto de 1995     | ISBN 978-4-08-851893-0 |
| 44   | "Mi Padre no es mi Padre" "Boku no Papa wa Papa ja Nai" (ぼくのパパはパパじゃない)                                    | 4 de octubre de 1995    | ISBN 978-4-08-851894-7 |
| 45   | "Another One Bites the Dust" "Anazāwan Baitsa Dasuto" (アナザーワン バイツァ・ダスト)                                 | 10 de enero de 1996     | ISBN 978-4-08-851895-4 |
| 46   | "Crazy Diamond Is Unbreakable" "Kureijī Daiyamondo wa Kudakenai" (クレイジー・D（ダイヤモンド）は砕けない)            | 4 de marzo de 1996      | ISBN 978-4-08-851896-1 |

### Episodios del anime
| Núm. (JoJo) | Núm. (Parte) | Título | Fecha de emisión         |
| ----------- | ------------ | --- | ------------------------ |
| 75          | 1            | "¡Jotaro Kujo! Conoce a Josuke Higashikata" "Kūjō Jōtarō! Higashikata Jōsuke ni Au" (空条承太郎！ 東方仗助に会う)                           | 1 de abril de 2016       |
| 76          | 2            | "¡Josuke Higashikata! Conoce a Angelo" "Higashikata Jōsuke! Anjero ni Au" (東方仗助！ アンジェロに会う)                                     | 8 de abril de 2016       |
| 77          | 3            | "Los Hermanos Nijimura, Parte 1" "Nijimura Kyōdai, Sono 1" (虹村兄弟 その1)                                                                 | 15 de abril de 2016      |
| 78          | 4            | "Los Hermanos Nijimura, Parte 2" "Nijimura Kyōdai, Sono 2" (虹村兄弟 その2)                                                                 | 22 de abril de 2016      |
| 79          | 5            | "Los Hermanos Nijimura, Parte 3" "Nijimura Kyōdai, Sono 3" (虹村兄弟 その3)                                                                 | 29 de abril de 2016      |
| 80          | 6            | "Koichi Hirose (Echoes)" "Hirose Koichi (Ekōzu)" (広瀬康一 (エコーズ))                                                                      | 6 de mayo de 2016        |
| 81          | 7            | "Toshikazu Hazamada (Surface)" "Hazamada Toshikazu (Sāfisu)" (間田敏和 (サーフィス))                                                        | 13 de mayo de 2016       |
| 82          | 8            | "Yukako Yamagishi esta Enamorada, Parte 1" "Yamagishi Yukako wa Koi o Suru, Sono 1" (山岸由花子は恋をするその1)                             | 20 de mayo de 2016       |
| 83          | 9            | "Yukako Yamagishi esta Enamorada, Parte 2" "Yamagishi Yukako wa Koi o Suru, Sono 2" (山岸由花子は恋をするその2)                             | 27 de mayo de 2016       |
| 84          | 10           | "Vamos a Comer Comida Italiana" "Itaria Ryōri o Tabe ni Ikō" (イタリア料理を食べに行こう)                                                   | 3 de junio de 2016       |
| 85          | 11           | "Red Hot Chili Pepper, Parte 1" "Reddo Hotto Chiri Peppā, Sono 1" (レッド・ホット・チリ・ペッパー その1)                                    | 10 de junio de 2016      |
| 86          | 12           | "Red Hot Chili Pepper, Parte 2" "Reddo Hotto Chiri Peppā, Sono 2" (レッド・ホット・チリ・ペッパー その2)                                    | 17 de junio de 2016      |
| 87          | 13           | "¡Recogimos Algo Malo!" "Yabaimono o Hirottassu!" (やばいものを拾ったっス！)                                                                | 24 de junio de 2016      |
| 88          | 14           | "Vamos a Jugar a la Casa del Mangaka, Parte 1" "Mangaka no Uchi e Asobi ni Ikō, Sono 1" (漫画家のうちへ遊びに行こうその1)                   | 1 de julio de 2016       |
| 89          | 15           | "Vamos a Jugar a la Casa del Mangaka, Parte 2" "Mangaka no Uchi e Asobi ni Ikō, Sono 2" (漫画家のうちへ遊びに行こうその2)                   | 8 de julio de 2016       |
| 90          | 16           | "Vamos de Cacería" "Hantingu ni Ikō!" (狩り(ハンティング)｣に行こう！)                                                                       | 15 de julio de 2016      |
| 91          | 17           | "La Aventura de Rohan Kishibe" "Kishibe Rohan no Bōken" (岸辺露伴の冒険)                                                                    | 22 de julio de 2016      |
| 92          | 18           | "El Harvest de Shigechi, Parte 1" "Shigechī no Hāvesuto, Sono 1" (重ちーのハーヴェストその1)                                                | 29 de julio de 2016      |
| 93          | 19           | "El Harvest de Shigechi, Parte 2" "Shigechī no Hāvesuto, Sono 2" (重ちーのハーヴェストその2)                                                | 5 de agosto de 2016      |
| 94          | 20           | "Yukako Yamagishi Sueña con Cenicienta" "Yamagishi Yukako wa Shinderera ni Akogareru" (山岸由花子はシンデレラに憧れる)                      | 12 de agosto de 2016     |
| 95          | 21           | "Yoshikage Kira solo Quiere una Vida Pacífica, Parte 1" "Kira Yoshikage wa Shizuka ni Kurashitai, Sono 1" (吉良吉影は静かに暮らしたいその1) | 19 de agosto de 2016     |
| 96          | 22           | "Yoshikage Kira solo Quiere una Vida Pacífica, Parte 2" "Kira Yoshikage wa Shizuka ni Kurashitai, Sono 2" (吉良吉影は静かに暮らしたいその2) | 26 de agosto de 2016     |
| 97          | 23           | "Sheer Heart Attack, Parte 1" "Shiā Hāto Atakku, Sono 1" (シアーハートアタック その1)                                                       | 2 de septiembre de 2016  |
| 98          | 24           | "Sheer Heart Attack, Parte 2" "Shiā Hāto Atakku, Sono 2" (シアーハートアタック その2)                                                       | 9 de septiembre de 2016  |
| 99          | 25           | "Atom Heart Father" "Atomu Hāto Fāzā" (アトム・ハート・ファーザー)                                                                          | 16 de septiembre de 2016 |
| 100         | 26           | "¡El Chico Janken está Viniendo!" "Janken Kozō ga Yatte Kuru!" (ジャンケン小僧がやって来る!)                                                | 23 de septiembre de 2016 |
| 101         | 27           | "Soy un Alien" "Boku wa Uchūjin" (ぼくは宇宙人)                                                                                             | 30 de septiembre de 2016 |
| 102         | 28           | "Highway Star, Parte 1" "Haiwei Sutā, Sono 1" (ハイウェイ・スター その1)                                                                    | 7 de octubre de 2016     |
| 103         | 29           | "Highway Star, Parte 2" "Haiwei Sutā, Sono 2" (ハイウェイ・スター その2)                                                                    | 14 de octubre de 2016    |
| 104         | 30           | "El Gato que ama a Yoshikage Kira" "Neko wa Kira Yoshikage ga Suki" (猫は吉良吉影が好き)                                                    | 21 de octubre de 2016    |
| 105         | 31           | "(Jueves) 15 de Julio, Parte 1" "Shichigatsu Jūgo-nichi (Moku), Sono 1" (7月15日(木) その1)                                                 | 28 de octubre de 2016    |
| 106         | 32           | "(Jueves) 15 de Julio, Parte 2" "Shichigatsu Jūgo-nichi (Moku), Sono 2" (7月15日(木) その2)                                                 | 4 de noviembre de 2016   |
| 107         | 33           | "(Jueves) 15 de Julio, Parte 3" "Shichigatsu Jūgo-nichi (Moku), Sono 3" (7月15日(木) その3)                                                 | 11 de noviembre de 2016  |
| 108         | 34           | "(Jueves) 15 de Julio, Parte 4" "Shichigatsu Jūgo-nichi (Moku), Sono 4" (7月15日(木) その4)                                                 | 18 de noviembre de 2016  |
| 109         | 35           | "Another One Bites the Dust, Parte 1" "Anazāwan Baitsa Dasuto, Sono 1" (アナザーワン バイツァ・ダスト その1)                                | 25 de noviembre de 2016  |
| 110         | 36           | "Another One Bites the Dust, Parte 2" "Anazāwan Baitsa Dasuto, Sono 2" (アナザーワン バイツァ・ダスト その2)                                | 2 de diciembre de 2016   |
| 111         | 37           | "Crazy Diamond Is Unbreakable, Parte 1" "Kureijī Daiyamondo wa Kudakenai, Sono 1" (クレイジー・D（ダイヤモンド）は砕けないその1)            | 9 de diciembre de 2016   |
| 112         | 38           | "Crazy Diamond Is Unbreakable, Parte 2" "Kureijī Daiyamondo wa Kudakenai, Sono 2" (クレイジー・D（ダイヤモンド）は砕けないその2)            | 16 de diciembre de 2016  |
| 113         | 39           | "Adiós Ciudad de Morioh - El Corazón Dorado" "Sayonara Moriō-chō - Ōgon no Seishin" (さよなら杜王町ー黄金の心)                              | 23 de diciembre de 2016  |
| OVA         | 40           | "Así Habló Rohan Kishibe" "Kishibe Rohan wa Ugokanai" (岸辺露伴は動かない)                                                                  | 31 de julio de 2017      |

### Película de acción real
| Personaje          | Intérprete       |
| ------------------ | ---------------- |
| Josuke Higashikata | Kento Yamazaki   |
| Koichi Hirose      | Ryūnosuke Kamiki |
| Okuyasu Nijimura   | Mackenyu         |
| Jotaro Kujo        | Yūsuke Iseya     |
| Yukako Yamagishi   | Nana Komatsu     |
| Keicho Nijimura    | Masaki Okada     |
| Angelo             | Takayuki Yamada  |
| Tomoko Higashikata | Arisa Mizuki     |
| Ryohei Higashikata | Jun Kunimura     |